# Équipe du Burundi féminine de football
Cet article traite de l'équipe féminine. Pour l'équipe masculine, voir Équipe du Burundi de football.
Maillots
L'équipe du Burundi féminine de football est l'équipe nationale qui représente le Burundi dans les compétitions internationales de football féminin. Elle est gérée par la Fédération du Burundi de football.

## Histoire
Son premier match officiel devait être le 13 janvier 2012 contre le Sénégal dans le cadre des qualifications pour le Championnat d'Afrique de football féminin 2012, mais la sélection déclare finalement forfait.
Le premier match officiel est finalement un match amical contre le Kenya le 13 septembre 2016 perdu sur le score de 4-0.
Elles sont quatrièmes du Championnat féminin du CECAFA en 2019.
Le Burundi se qualifie pour la première compétition majeure de son histoire en remportant le deuxième tour des qualifications à la Coupe d'Afrique des nations féminine de football 2022 contre Djibouti le 21 février 2022.
Les Burundaises sont finalistes du Championnat féminin du CECAFA en 2022 et quatrièmes en 2025.

## Palmarès

### Parcours enCoupe du monde
- 1991 : Non inscrite
- 1995 : Non inscrite
- 1999 : Non inscrite
- 2003 : Non inscrite
- 2007 : Non inscrite
- 2011 : Non inscrite
- 2015 : Non inscrite
- 2019 : Non inscrite
- 2023 : Non qualifiée

### Parcours auxJeux olympiques d'été
- 1996 : Non inscrite
- 2000 : Non inscrite
- 2004 : Non inscrite
- 2008 : Non inscrite
- 2012 : Non inscrite
- 2016 : Non inscrite
- 2020 : Non qualifiée

### Coupe d'Afrique des nations
- 1991 : Non inscrite
- 1995 : Non inscrite
- 1998 : Non inscrite
- 2000 : Non inscrite
- 2002 : Non inscrite
- 2004 : Non inscrite
- 2006 : Non inscrite
- 2008 : Non inscrite
- 2010 : Non inscrite
- 2012 : Non inscrite
- 2014 : Non inscrite
- 2016 : Non qualifiée
- 2018 : Non qualifiée
- 2022 : 1er tour